# Miagrammopes constrictus
Miagrammopes constrictus es una especie de araña araneomorfa del género Miagrammopes, familia Uloboridae. Fue descrita científicamente por Purcell en 1904.
Habita en Sudáfrica.